# 望月新一
望月 新一（もちづき しんいち、1969年〈昭和44年〉3月29日 - ）は、日本の数学者。自らのホームページでは「宇宙際幾何学者」を名乗っている。学位は、Ph.D.（プリンストン大学・1992年）。京都大学数理解析研究所教授。研究分野は数論幾何学、遠アーベル幾何学。
本籍地は東京都世田谷区。数論における重要な未解決問題であるABC予想を、自身が考案した宇宙際タイヒミュラー理論を用いて証明したとする論文を発表した。

## 来歴
国際関係論の学者であり日新製鋼参与やNissin U.S.A.社長を歴任した望月輝一とユダヤ系アメリカ人のAnne Rauchの長男。父の仕事の関係で5歳で日本を離れる。中学時代に1年間日本へ戻り、筑波大学附属駒場中学校に在学した以外は、アメリカ合衆国で教育を受ける。妹に北欧美術史学者の Mia Mochizuki (Ph.D. 2001 イェール大学)がいる。
フィリップス・エクセター・アカデミーに2年間在学し、16歳でプリンストン大学へ進学、19歳で学士課程を卒業（次席）。23歳で博士課程を修了し Ph.D. を取得。
日本に帰国後は京都大学数理解析研究所に採用され、助手（23歳）、助教授（27歳）を経て、教授（32歳）に就任。

## 人物
メディアの取材に応じない意向を示しており、ABC予想に関する論文の学術誌掲載決定に際する京都大学の会見にも出席しなかった。
またNHKの制作によるドキュメンタリー番組「NHKスペシャル」で「数学者は宇宙をつなげるか？abc予想証明をめぐる数奇な物語」が放送された際も取材に応じない旨の望月の返信メールが紹介された。同放送で、イギリス数理科学国際センター所長でウォーリック大学教授のミンヒョン・キムは「望月博士が人前に姿を現さないのは、数学に対する集中力と忍耐力を保ち続けたいと考えているからだろう」「彼は高い集中力で、高度に抽象的な数学の問題に立ち向かってきました。非常に難解な事柄に焦点を当て、考え続ける彼の忍耐力、それを尊重するべき」と述べている。また博士課程での同僚時代の会話で「シンは、問題自身はシンプルでも、その解決には非常な深さと構造が必要であるような根源的な難問を証明したい。そう話していました」とコメントした。
京都大学数理解析研究所教授の玉川安騎男は「とにかく徹底的に何かをする。ゼロから理論を構築していくのが彼のスタイル」とコメントした。

## 研究内容・業績
代数曲線におけるグロタンディーク予想（遠アーベル幾何予想）を予想を超えた形で証明。p 進タイヒミュラー理論の構築、楕円曲線のホッジ・アラケロフ理論の構築、曲線のモジュライ空間の既約性の別証明、数論的小平・スペンサーの変形理論、Hurwitz スキームのコンパクト化、crys-stable bundle の構成、数論的 log Scheme 圏論的表示の構成、宇宙際幾何 (うちゅうさいきか、inter-universal geometry) の構築。1998年の国際数学者会議 (ICM) では招待講演をしている。著作に Foundations of p-adic Teichmüller Theory がある。

### ABC予想への挑戦
2012年8月30日、望月は自身で考案した宇宙際タイヒミュラー理論によりABC予想を証明したとする論文を京都大学数理解析研究所プレプリントに投稿し、自身のウェブサイトでも発表した。
ABC予想の証明に先立って構築した宇宙際タイヒミュラー理論に関するこの論文を望月は43歳で発表したため、40歳以下の研究者を対象とするフィールズ賞には該当しない。この点に関して、玉川安騎男は「望月さんは、賞に対しては全く無欲（というか、むしろやや否定的）で、十分時間をかけて基礎理論を満足のいくような形で完成させることに力を注いでいます」と述べている。
2020年4月3日、ABC予想を証明したとする論文が数学専門誌「Publications of the Research Institute for Mathematical Sciences」の特別号に掲載されると決定した。ただし、証明に問題があるとの指摘があり、数学界のコンセンサスは得られていない。

## 略歴
- 1985年 - フィリップス・エクセター・アカデミーを2年で卒業[18]。同年9月、プリンストン大学入学。
- 1988年 - プリンストン大学卒業（19歳）
- 1992年6月 - プリンストン大学で Ph.D. の学位を取得（23歳）、指導教授はゲルト・ファルティングス
- 1992年6月 - 京都大学数理解析研究所 助手に就任
- 1996年8月 - 京都大学数理解析研究所 助教授に就任（27歳）
- 1998年 - 国際数学者会議招待講演[19]
- 2002年2月 - 京都大学数理解析研究所 教授に就任（32歳）
- 2013年5月 - ビットコインの提唱者サトシ・ナカモトの正体が望月新一であるとアメリカの社会学者テッド・ネルソンに指摘されたが[20][21]、後にジ・エイジ紙に望月がこれを否定したという記事が掲載された[22]。
- 2017年12月 - ABC予想を証明したとする論文が数学の専門誌に掲載される見通しになったという報道もあったが[23]、実際には掲載されず、論文は2020年4月まで査読中という状況であった[注 5][24][25]。
- 2020年4月3日 - ABC予想を証明したとする論文が、京都大学数理解析研究所の専門学術誌「Publications of the Research Institute for Mathematical Sciences」の特別号へ掲載されることが明らかになった。査読には7年半を要していた[26][27][28][29][30][31]。
- 2021年11月 - 望月ら数名の数学者により拡張されたIUT理論により、フェルマーの最終定理の別証明が与えられたとする論文が、東京工業大学から発行される数学誌「Kodai Mathematical Journal」に受理されたことが明らかとなった[32]。

## 受賞歴
- 1997年 - 日本数学会秋季賞：代数曲線におけるグロタンディーク予想の解決（中村博昭、玉川安騎男との共同受賞）
- 2005年 - 日本学術振興会日本学術振興会賞：p 進的手法によるグロタンディークの遠アーベル幾何予想の解決など双曲的代数曲線の数論幾何学に関する研究
- 2005年 - 日本学士院日本学士院学術奨励賞：数論幾何の研究